# Desenzano del Garda
Desenzano del Garda (Dezensà in dialetto bresciano) è un comune italiano di 29 309 abitanti della provincia di Brescia in Lombardia. È il comune più popoloso del lago di Garda e il secondo della provincia dopo il capoluogo. È situato sulla sponda meridionale del lago, nella parte orientale della provincia.

## Geografia fisica

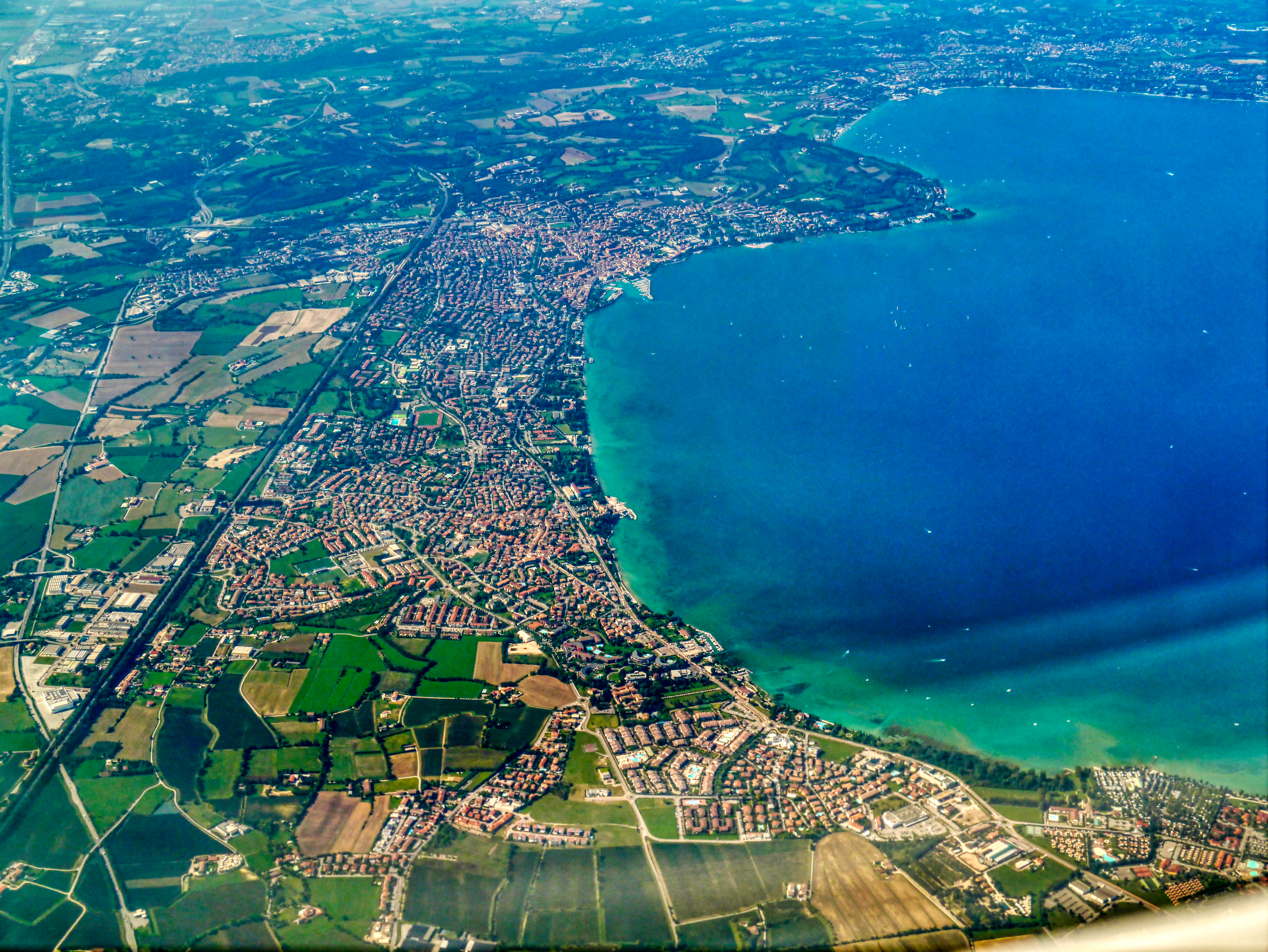
Vista aerea di Desenzano del Garda

Desenzano si trova nella parte orientale della provincia di Brescia, a ridosso della sponda meridionale del lago di Garda. La parte settentrionale del comune, in cui sono collocati i centri abitati di Desenzano e Rivoltella, si affaccia sul basso lago, mentre il resto del territorio si estende a sud dell'autostrada A4 tra le colline moreniche. L'abitato di Desenzano è naturalmente delimitato a ovest dai rilievi del Monte Corno e del Montecroce, parte dell'arco morenico che prosegue verso sud nel territorio di Lonato del Garda.
La parte settentrionale del territorio comunale, a nord dell'autostrada, è urbanizzata e ospita la maggior parte della popolazione, mentre l'agro desenzanese a sud è costellato da piccoli nuclei abitativi sparsi tra le colline dolci tipiche dell'anfiteatro morenico del Garda.
Il comune confina a nord con il comune di Padenghe sul Garda, attraverso il lago, a ovest e a sud con il comune di Lonato del Garda, a est con i comuni di Pozzolengo, Peschiera del Garda (Provincia di Verona) e Sirmione. Desenzano dista circa 20 km da Brescia e 30 km da Verona.

### Clima
In base alla media trentennale di riferimento 1961-1990, la temperatura media del mese più freddo, gennaio, si attesta a +3,0 °C; quella del mese più caldo, luglio, è di +23,4 °C. Grazie alla presenza del Lago di Garda questa zona gode di un inverno più mite rispetto al resto della Pianura Padana che presenta per la stragrande maggioranza della sua superficie un clima di tipo temperato umido, secondo Koppen. In questa zona invece si incontra un clima di tipo sub-mediterraneo, con inverni più miti ed estati leggermente più fresche.

## Origini del nome
Si chiamò Desenzano fino al 1862, quando con regio decreto 7 settembre 1862, n. 830, fu battezzato Desenzano sul Lago. L'attuale denominazione Desenzano del Garda fu assunta con regio decreto 29 luglio 1926, n. 1460, nel quadro di riordino delle amministrazioni locali. Contestualmente fu aggregato ad esso il territorio del soppresso comune di Rivoltella.
Il toponimo Desenzano si suppone che derivi dal nome latino di persona Decentius, il presunto proprietario del podere e della villa romana del IV secolo della quale si possono visitare gli scavi. Esiste anche una etimologia di origine popolare: poiché il borgo si distende lungo il declivio collinare il toponimo viene collegato con la parola «discesa».

## Storia

### Epoca preistorica e romana

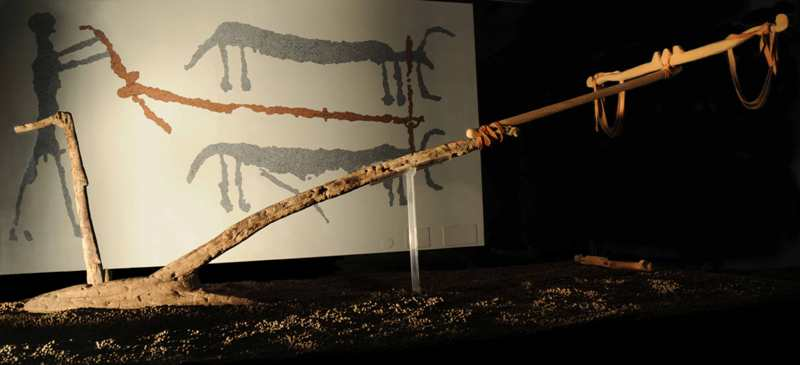
Aratro ritrovato a Lavagnone

Nel 1873, gli scavi condotti da Pietro Polotti in località Polada di Lonato, al confine con Desenzano, rinvennero una stazione palafitticola risalente all'Età del Bronzo e che ha preso il nome di Cultura di Polada. Presso la località Lavagnone, condivisa con Lonato, Renato Perini rinvenne un altro insediamento coevo che nel 2011 è entrato a far parte del patrimoni dell'umanità secondo l'UNESCO.
Tra il I secolo a.C. e il I secolo d.C., nei pressi di Desenzano sorse un fundus abitato da un centinaio di persone. La Villa romana, i cui resti si possono scorgere presso Borgo Regio, fu costruita tra il II e il III secolo lungo la via Gallica come residenza per ricchi cittadini.
L'area di Desenzano e della Selva Lugana fu teatro di diversi combattimenti dell'Anarchia militare e della Tarda antichità: l'Imperatore Decio sconfisse Filippo l'Arabo nel 249 e l'anno successivo sostò in riva al lago di Garda prima di dirigersi in Tracia per combattere i Goti. Nel 312 le truppe di Costantino incalzarono quelle del Prefetto del Pretorio Ruricio Pompeiano, fedele a Massenzio, in fuga da Brescia e dirette a Verona.

### Medioevo

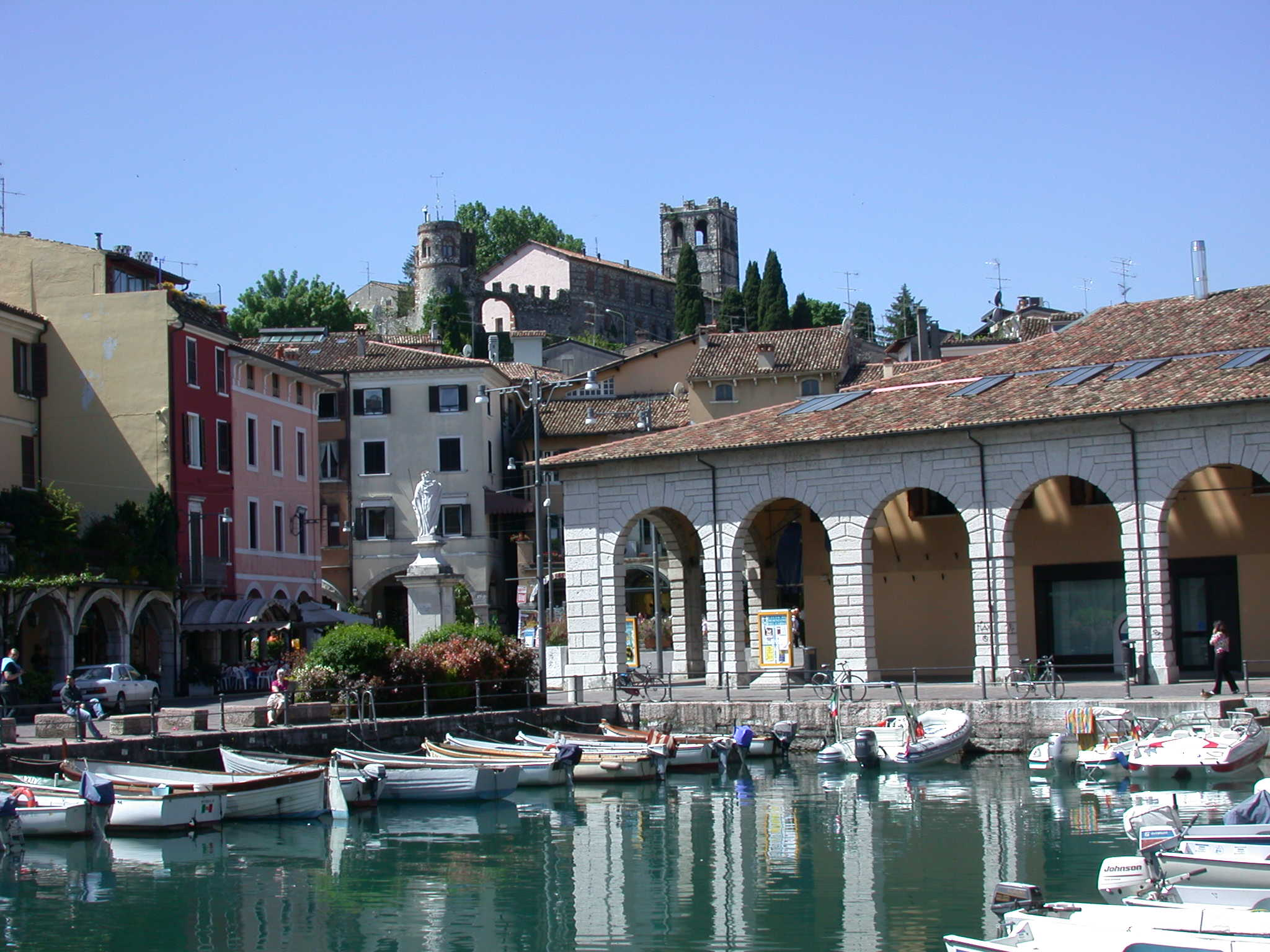
Il porto vecchio di Desenzano

Il cristianesimo giunse da Verona, grazie a predicatori di quella Diocesi: risale a quel periodo il legame fra la chiesa veronese e il basso lago. Il territorio della Pieve si estendeva fra il fiume Chiese e la Lugana. Il nucleo desenzanese si sviluppò attorno a Borgo Regio probabilmente sulla preesistente villa romana. Fu costruito un castrum vetus, per difendere la popolazione dalle invasioni barbariche.
Stando ad un documento di discussa autenticità, il 6 ottobre 878, il Re d'Italia Carlomanno di Baviera avrebbe donato il feudo di Desenzano al monastero di San Zeno di Verona riconoscendo all'istituzione religiosa il diritto di caccia nella Selva Lugana e di pesca nel lago.
All'inizio XII secolo è attestato che il feudo fosse in mano al signore del Castrum, Ugo della famiglia dei conti di Sabbioneta. La consorte Matilde, figlia di Reginaldo conte di Treviso, nel 1107 donò alcune terre al monastero di Acquanegra. Il XII secolo vide l'edificazione del nuovo castello, detto Castrum novum, e fu ribadita l'aggregazione del territorio alla diocesi veronese, sia per mano del Papa Eugenio III (1145) sia dall'Imperatore Federico I detto il Barbarossa (1154).
Dal punto di vista del potere civile, Desenzano fu sottoposta al potere del comune di Brescia, grazie all'investitura concessa dall'Imperatore Enrico VI. Nel 1220 è attestato che il feudo era gestito dalla famiglia dei Confalonieri la cui giurisdizione si estendeva presso Rivoltella, San Martino, Solferino, Castiglione e Medole.
Il XIII secolo fu l'epoca in cui si sviluppò l'eresia catara sia nel centro gardesano sia nella vicina Sirmione. Giovanni Bello fu ordinato vescovo in Tracia e fu posto a capo della comunità di Desenzano. Suo successore, fra il 1250 e il 1260, fu Giovanni di Lugio, autore del principale testo di teologia catara fino ad oggi sopravvissuto, il Liber de duobus principiis. L'eresia terminò il 12 novembre 1276 con l'arresto da parte dei Della Scala di 166 eretici i quali furono messi al rogo a Verona poco tempo dopo.

### Epoca veneta

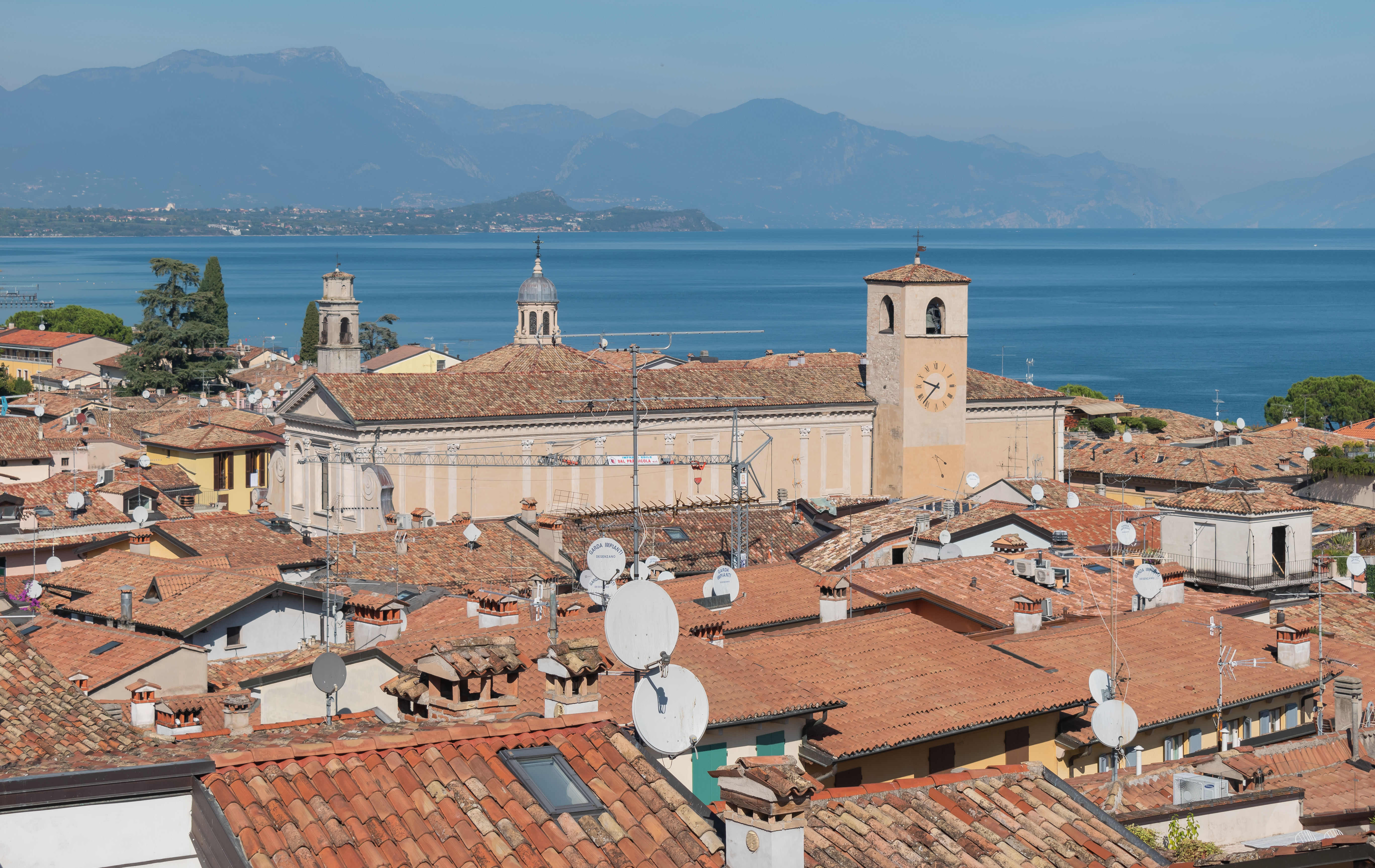
Desenzano del Garda, panorama dal castello

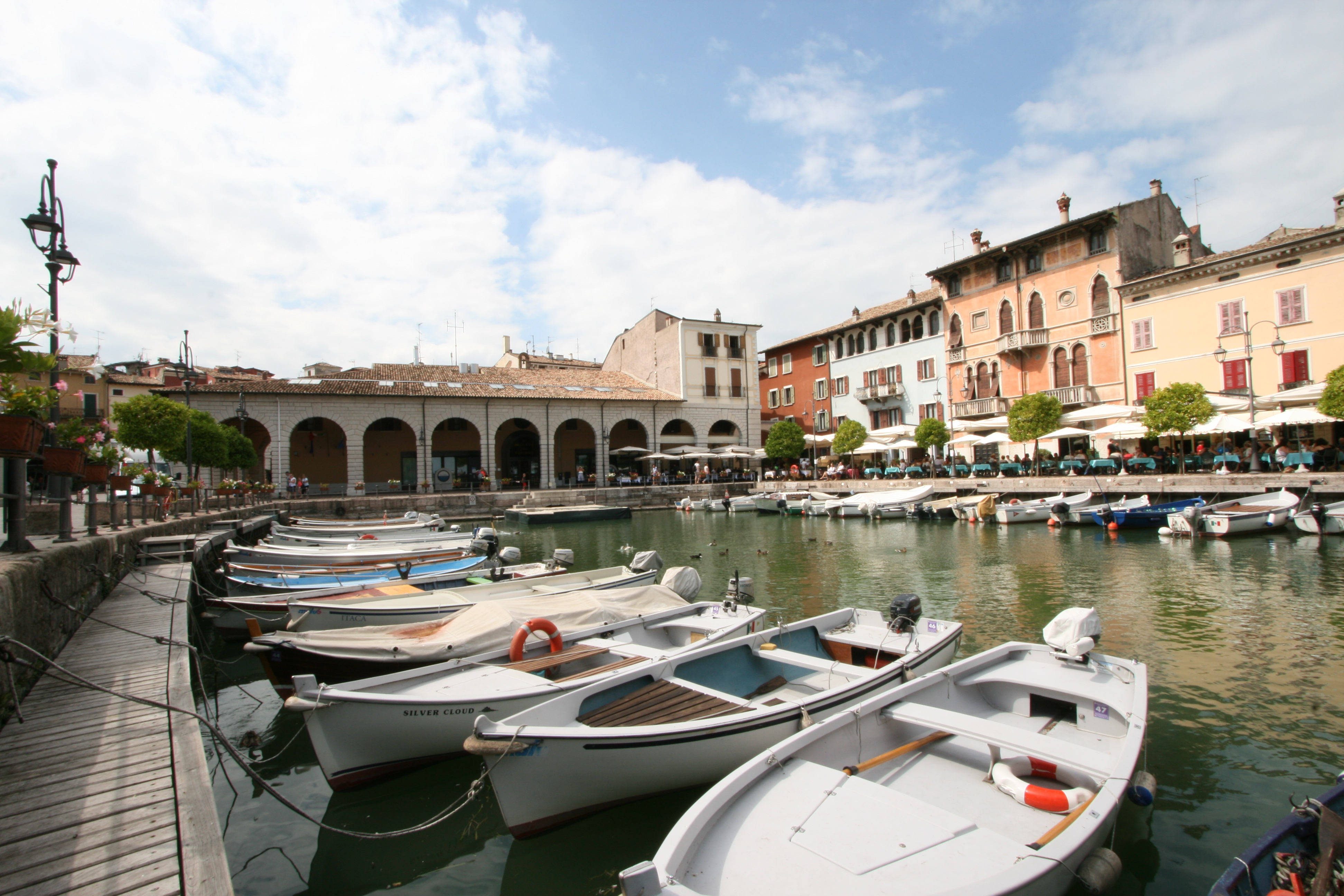
Edifici cittadini risalenti all'epoca veneta

Nel 1426 la città entrò a far parte della Repubblica di Venezia. Fu assegnata alla Riviera di Salò divenendo capoluogo della cosiddetta Quadra di Campagna, la quale comprendeva i territori di Calvagese, Muscoline, Rivoltella, Pozzolengo, Carzago, Padenghe e Bedizzole.
Nel Catastico Bresciano del Da Lezze (1610), Desenzano è indicata come sede del mercato del grano, punto di riferimento commerciale non solo della Riviera, ma di tutto il lago, della Valsabbia e del mantovano.

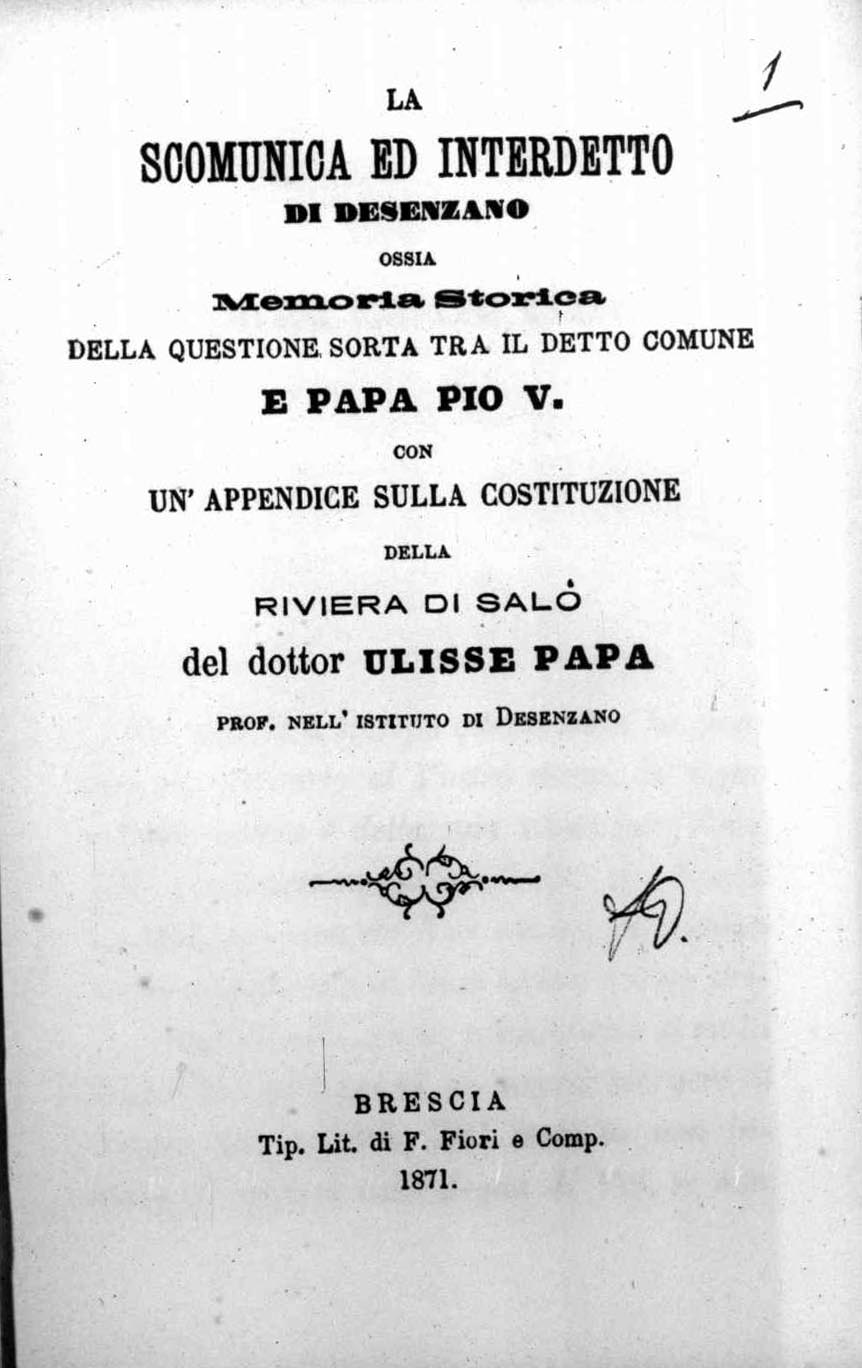
Ulisse Papa, La scomunica ed interdetto di Desenzano, 1871

Desenzano conobbe una crescita economica nel corso del XV secolo che favorì gli investimenti nel campo delle costruzioni comprese sia quelle religiose, come la parrocchiale dedicata a Santa Maria Maddalena, sia quelle private, come la dimora dei Gialdi. Fu edificata una scuola (1449) e fu fortificato il Castello (1480). La guerra fra la Serenissima e gli Stati di Ferrara, Milano, Firenze e Napoli si segnala per l'assedio al fortilizio desenzanese operato dalle truppe comandate dal Duca di Calabria Alfonso.
Il Cinquecento fu contrassegnato dal ripetersi dei saccheggi ad opera delle truppe mercenarie (1512, 1516 e 1527), dalla peste (1567) e dai tentativi di guadagnarsi autonomia sia dalla Repubblica di Venezia sia da Salò e dalla sua Riviera. Per un breve periodo all'inizio del XVI secolo, Desenzano e Pozzolengo passarono al Ducato di Mantova, ma poi ritornarono alla Serenissima su ordine di Luigi XII di Francia. Nonostante le difficoltà, in questo secolo fu fondata l'Accademia e furono ampliati il porto, la dogana e il magazzino dei cereali.
Nel 1568, gli amministratori del comune furono scomunicati a causa dei contrasti con la Santa Sede. Negli anni precedenti, infatti, questa aveva assegnato il beneficio parrocchiale al Monastero di San Salvatore di Brescia provocando i malumori del notabilato locale. Quattro anni dopo, la decisione fu sospesa e l'assemblea dei capifamiglia in cambio finanziò l'ampliamento della Parrocchiale.
Il primo decennio del XVII secolo fu caratterizzato dalla risistemazione del Castello da parte del Consiglio Generale e da altre opere pubbliche, come la riparazione dell'orologio, un nuovo ampliamento del porto e la ristrutturazione delle case del Vaccarolo. I decenni successivi furono caratterizzati tuttavia dallo sviluppo dell'edilizia privata. Nel 1630, Desenzano fu colpita dalla peste.
Il Settecento desenzanese iniziò con le devastazioni apportate dalla guerra di successione spagnola. Il 30 luglio 1701 le truppe dell'esercito imperiale entrarono in città saccheggiandola; due anni dopo, fu la volta dell'esercito francese. I due eserciti si scontrarono il 29 novembre 1704 presso monte Corno. Solo l'anno seguente Venezia decise di inviare due reggimenti a difesa della popolazione del lago.
Durante la grave carestia del 1764, il 15 marzo il paese viene preso d'assalto da una banda di 500 rivoltosi valsabbini che saccheggia i depositi delle granaglie. Molti dei capi-rivolta saranno in seguito catturati e giustiziati dal provveditore della Riviera.
Nel 1792 il Consiglio Generale accettò la proposta del poeta Angelo Anelli, professore presso i ginnasi di Brescia e Milano, di istituire una Scuola pubblica di latino, grammatica e retorica: fu il primo nucleo di quello che nel 1816 diventerà il Liceo.

### Epoca napoleonica
Nel marzo 1797, Desenzano entrò a far parte dell'effimera Repubblica Bresciana, mentre sul finire dello stesso anno, divenne sede del Dipartimento del Benaco della Repubblica Cisalpina, costituendosi come comune autonomo. Tuttavia, già a partire dal 1º settembre dell'anno seguente, il dipartimento fu soppresso e Desenzano fu assegnato al Dipartimento del Mella.
Nel 1799 fu occupato brevemente dalle forze austro-russe e poi riassegnato alla Cisalpina con il ritorno delle truppe napoleoniche (1800). Con il riassetto del Regno d'Italia, stabilito con Decreto 8 giugno 1805, la città entrò a far parte del cantone VII di Lonato a sua volta appartenente al distretto I di Brescia. Fu inoltre definito comune di seconda classe a motivo dei suoi 3 421 abitanti.
Il periodo napoleonico fu caratterizzato da investimenti in opere pubbliche come il nuovo molo su progetto di Carlo Bagatta (1805-1806) e il riadattamento a teatro della chiesa dei carmelitani.

### Epoca austriaca

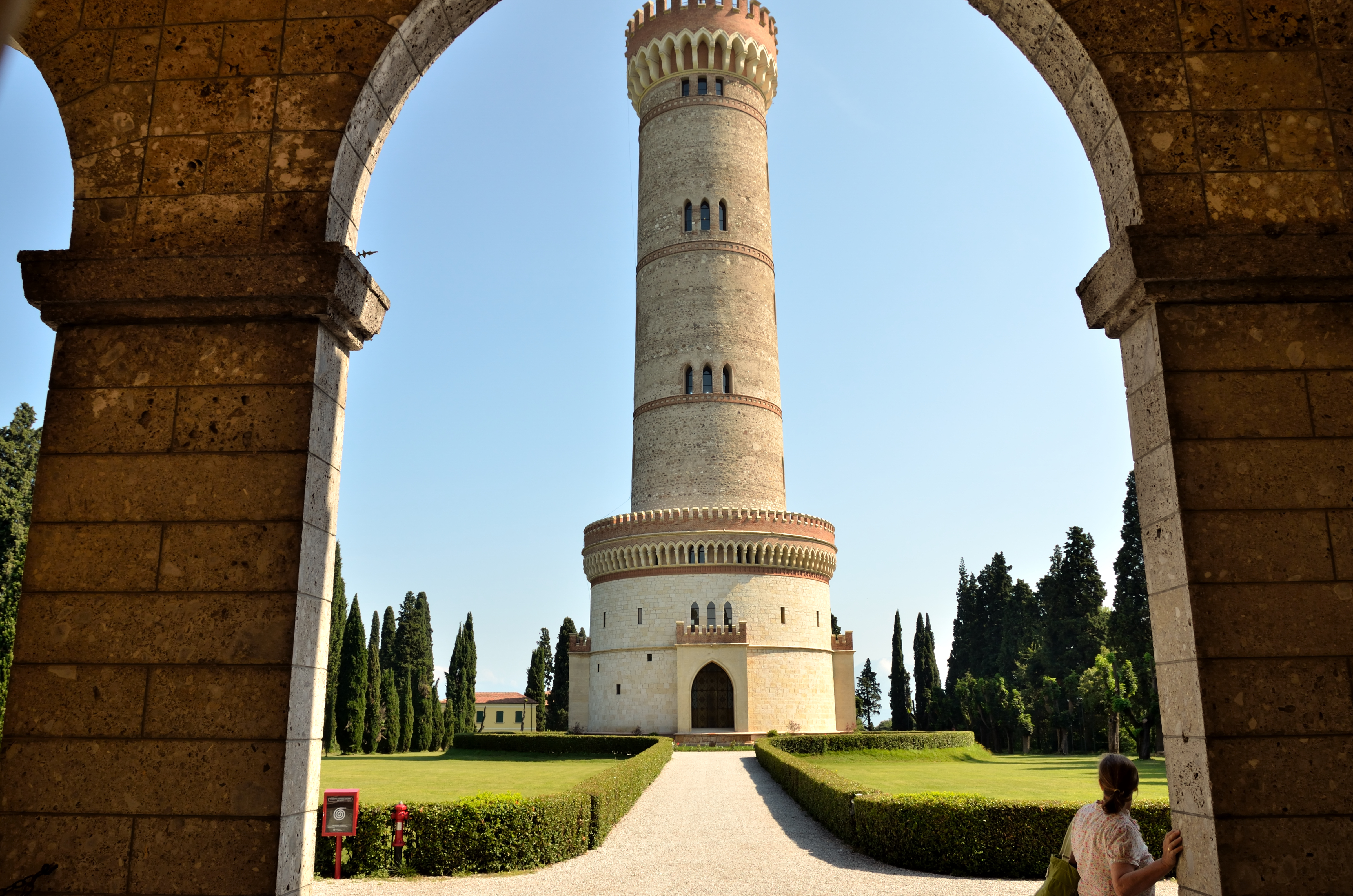
Torre in ricordo della battaglia di San Martino

Entrato a far parte del Regno Lombardo-Veneto, stato dipendente dell'Impero austriaco (1814), Desenzano fu elevato al rango di comune di prima classe (1815) e ricevette visita da parte dell'Imperatore Francesco I d'Austria nel 1816 e cinque anni dopo. Durante la prima visita, constatò l'efficienza dell'allora Collegio Bagatta, e ordinò che il diploma conseguito in esso fosse equiparato a quelli dei "Regi Licei". Testimonianza ne è la lapide conservata ancora oggi nell'atrio della scuola.
Dal punto di vista organizzativo, nel 1816 il comune fu assegnato al Distretto V di Lonato della provincia di Brescia. Nel 1853 fu inserito nel Distretto VIII di Lonato.
Nel 1830 nacque la Società del Casino punto di ritrovo della classe borghese ed intellettuale risorgimentale. Dopo gli eventi del 1848 e del 1849 a cui partecipò il comune, nel 1851 l'Imperatore Francesco Giuseppe fece visita alla cittadina desenzanese allo scopo di rinsaldare la fiducia con la popolazione. Tre anni dopo fu aperta la strada ferrata Coccaglio – Verona con la stazione e l'originario viadotto in mattoni con archi a sesto acuto.
La battaglia di Solferino e San Martino della seconda guerra d'indipendenza italiana coinvolse anche Desenzano che fu trasformata in un grande ospedale per il soccorso dei feriti.

### Dopo l'Unità d'Italia
A seguito della Pace di Zurigo, Desenzano entrò a far parte del Regno di Sardegna (poi Regno d'Italia) e fu incluso nel Mandamento X di Lonato a sua volta appartenente al circondario I di Brescia dell'omonima provincia. Nel 1862, con regio decreto 7 settembre 1862, n. 830, fu ribattezzato con il nome di Desenzano sul Lago.
I primi decenni post-risorgimentali furono caratterizzati dalla nascita della Società Operaia (1862), della Banca Mutua Popolare, dell'Osservatorio Meteorologico (1882), dal Museo Preistorico (1890).
Nel 1883, il comune cedette il Castello al Demanio allo scopo di tenerci un presidio militare.

### Il Novecento
Nel 1909 fu aperta all'esercizio la breve linea ferroviaria fra la stazione e il porto. Due anni dopo fu la volta della tranvia interurbana a vapore per Castiglione delle Stiviere la quale si innestava sulla Brescia – Mantova permettendo un servizio viaggiatori diretto fra la cittadina gardesana e il capoluogo mantovano. Il servizio tranviario fu soppresso nel 1935, mentre la linea ferroviaria fu impiegata anche dopo la seconda guerra mondiale e fu chiusa solo nel 1969.
Dal 13 luglio 1915 vi era una Sezione Idrovolanti che il 26 gennaio 1916 diventa 1ª Squadriglia Idrovolanti.
Il 12 febbraio 1916 Desenzano fu bombardata dall'aviazione austro-ungarica, con tre cittadini uccisi.

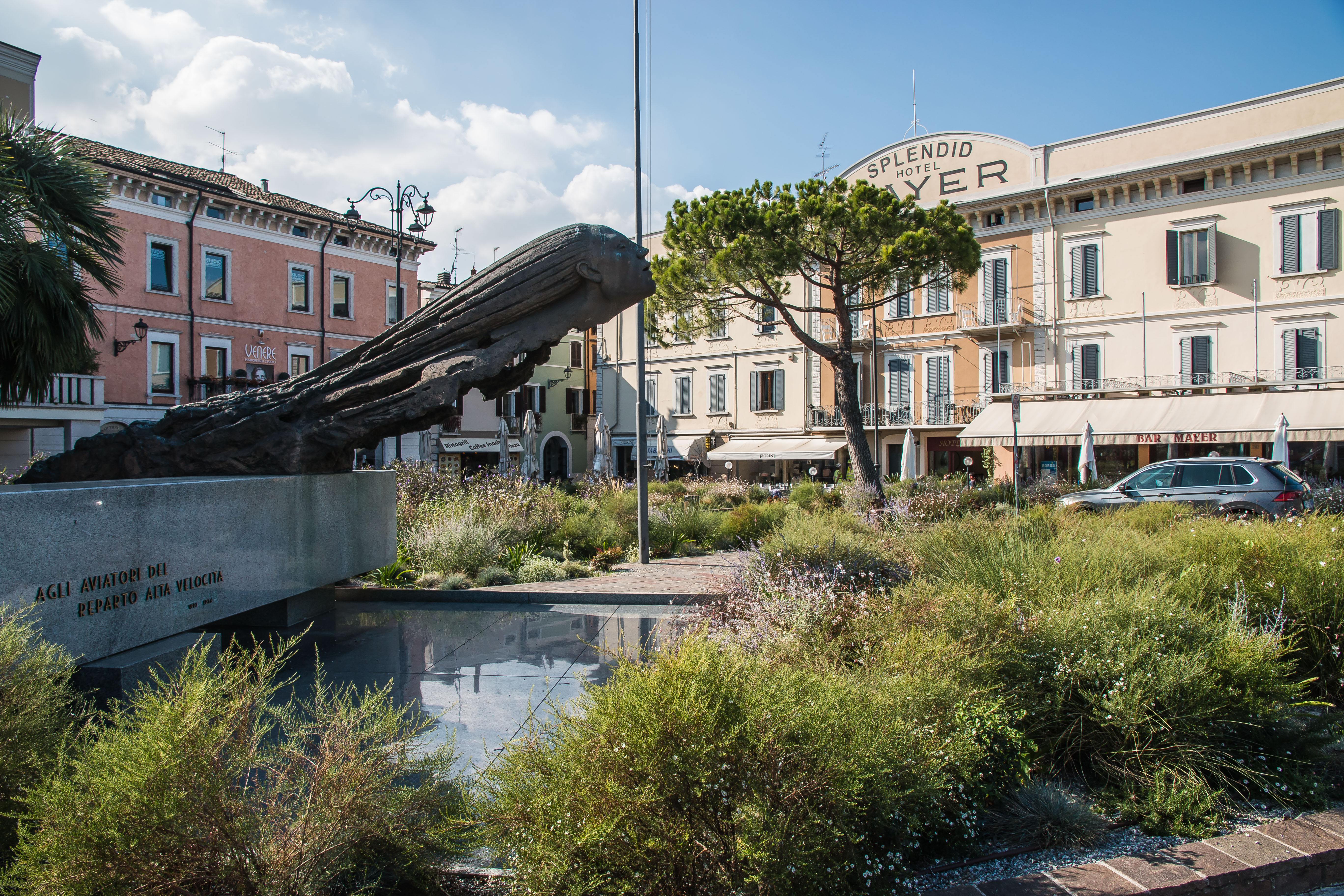
Monumento Scuola Alta Velocità

Nel 1926 il comune ricevette il territorio del soppresso comune di Rivoltella e fu ribattezzato Desenzano del Garda. Nel 1928 la Regia Aeronautica formò, presso l'idroscalo cittadino, una scuola di volo avanzata dedicata all'addestramento dei piloti velocisti per preparare adeguatamente i propri rappresentanti nella Coppa Schneider, la quale dopo l'ultima edizione della Coppa, nel 1931, venne ridesignata Reparto Sperimentale Alta Velocità..
Durante la seconda guerra mondiale, Desenzano fu bombardata dalle forze alleate sia il 12 aprile sia il 15 luglio 1944. Quest'ultimo bombardamento provocò la distruzione del viadotto ferroviario in mattoni rossi che fu ricostruito nel 1947 in cemento armato e con sagoma architettonica differente.

### Simboli
Lo stemma è stato riconosciuto con D.P.C.M. del 7 luglio 1959.
sostenuto da un lago d'azzurro, ondato d'argento. Ornamenti esteriori da Città.»
Il gonfalone, concesso con D.P.R. del 26 agosto 1959, è un drappo partito di bianco e di azzurro.

### Ricorrenze
La patrona della sede municipale, sant'Angela Merici, è festeggiata il 27 gennaio.

## Monumenti e luoghi d'interesse

### Duomo di Santa Maria Maddalena
Il Duomo di Desenzano del Garda fu consacrato nel 1611 ed ospita al suo interno affreschi di Andrea Celesti e una tela raffigurante l'Ultima Cena di Gian Domenico Tiepolo.

### Castello

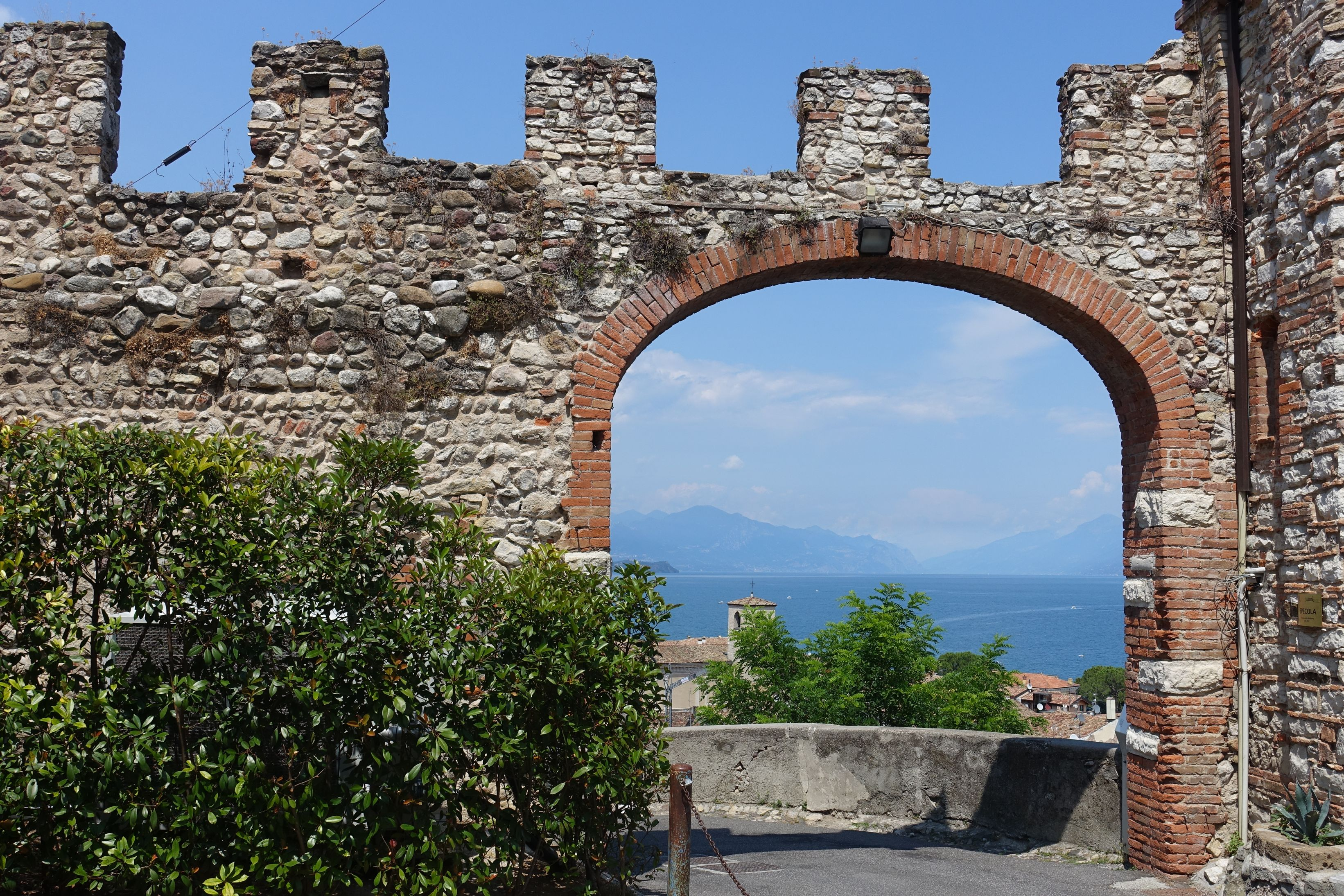
Vista del lago dal Castello.

Il castello è originario dell'alto medioevo. Nel Quattrocento venne ampliato e assolse la funzione di rifugio per la popolazione.
Dal 2007 è in opera il restauro, e la struttura ospita, nella stagione estiva, spettacoli teatrali all'aperto, visite guidate e laboratori per i bambini

### Piazza Malvezzi
È la principale piazza della città e risale al Cinquecento, opera dell'architetto Giulio Todeschini, ed è stata storicamente un importante centro per il commercio delle granaglie sul Lago di Garda.
È dedicata alla memoria del partigiano desenzanese Giuseppe Malvezzi, giustiziato dai nazifascisti il 28 aprile 1945 assieme ad altri otto suoi compagni nella Villa Fenaroli di Rezzato, allora adibita a sede della gendarmeria tedesca e di un gruppo della Guardia Nazionale Repubblicana.
Nella piazza è situato Palazzo Todeschini, sede dell'assessorato al turismo della città e della Galleria Civica Gian Battista Bosio. In corrispondenza dell'angolo sud-ovest del palazzo è collocata una grossa pietra in marmo bianco utilizzata in passato dai banditori del Comune. Sulla pietra venivano anche fatti salire e sottoposti a punizione i condannati per fallimento. La pietra reca incisa la data MDLV.
Al centro della piazza è collocata la statua di sant'Angela Merici, patrona di Desenzano. Eretta nel 1772 su volontà della cittadinanza e realizzata in marmo di Botticino è opera dello scultore Gelfino Callegari.

### Piazza Garibaldi

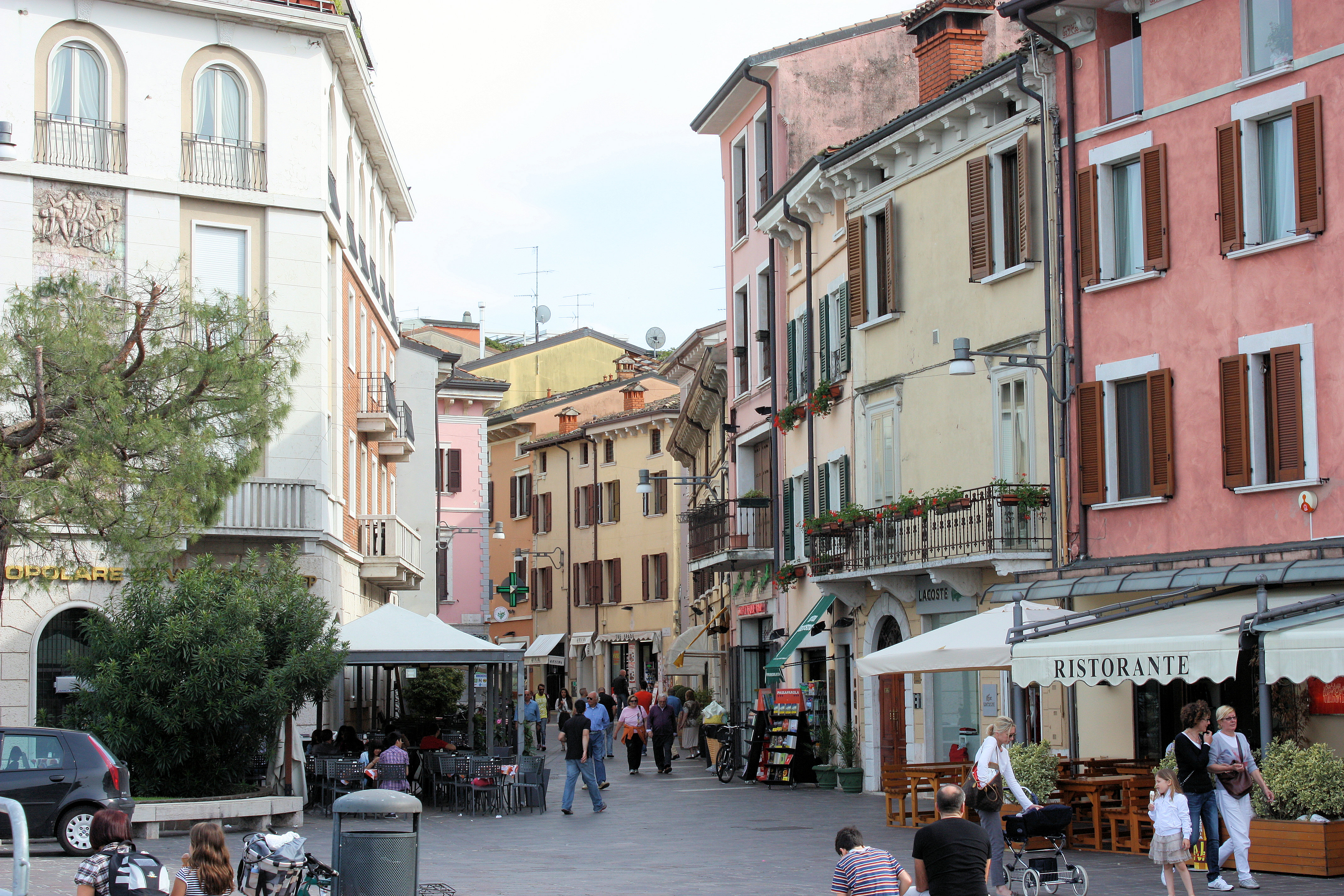
Via Santa Maria, nel centro storico.

È la piazza attorno alla quale si sviluppa il quartiere di Capolaterra, che si sviluppa nella parte occidentale del centro storico. Al centro della piazza si trova una fontana illuminata nelle ore serali. Ogni giovedì vi si tiene il mercato contadino (mentre il mercato settimanale si tiene il martedì sul lungolago). Sul lato meridionale della piazza sono situati l'oratorio Giovani XXIII e l'annesso bar, noto ai desenzanesi come "il Vaticano". Si affacciano sulla piazza esercizi ed attività commerciali.
Per la sua posizione defilata rispetto alla parte di centro storico che si affaccia sul lago è meno frequentata da turisti rispetto alle altre piazze della città.

### Porto vecchio
Il porto vecchio fu costruito durante la Repubblica di Venezia, utilizzato storicamente prevalentemente per lo sbarco delle derrate alimentari e delle merci è stato successivamente chiuso prima da un ponte levatoio e nel dopoguerra da un ponte in stile veneziano (ponte alla veneziana) ben presto diventato uno dei monumenti maggiormente fotografati della cittadina.

### Spiagge e parchi

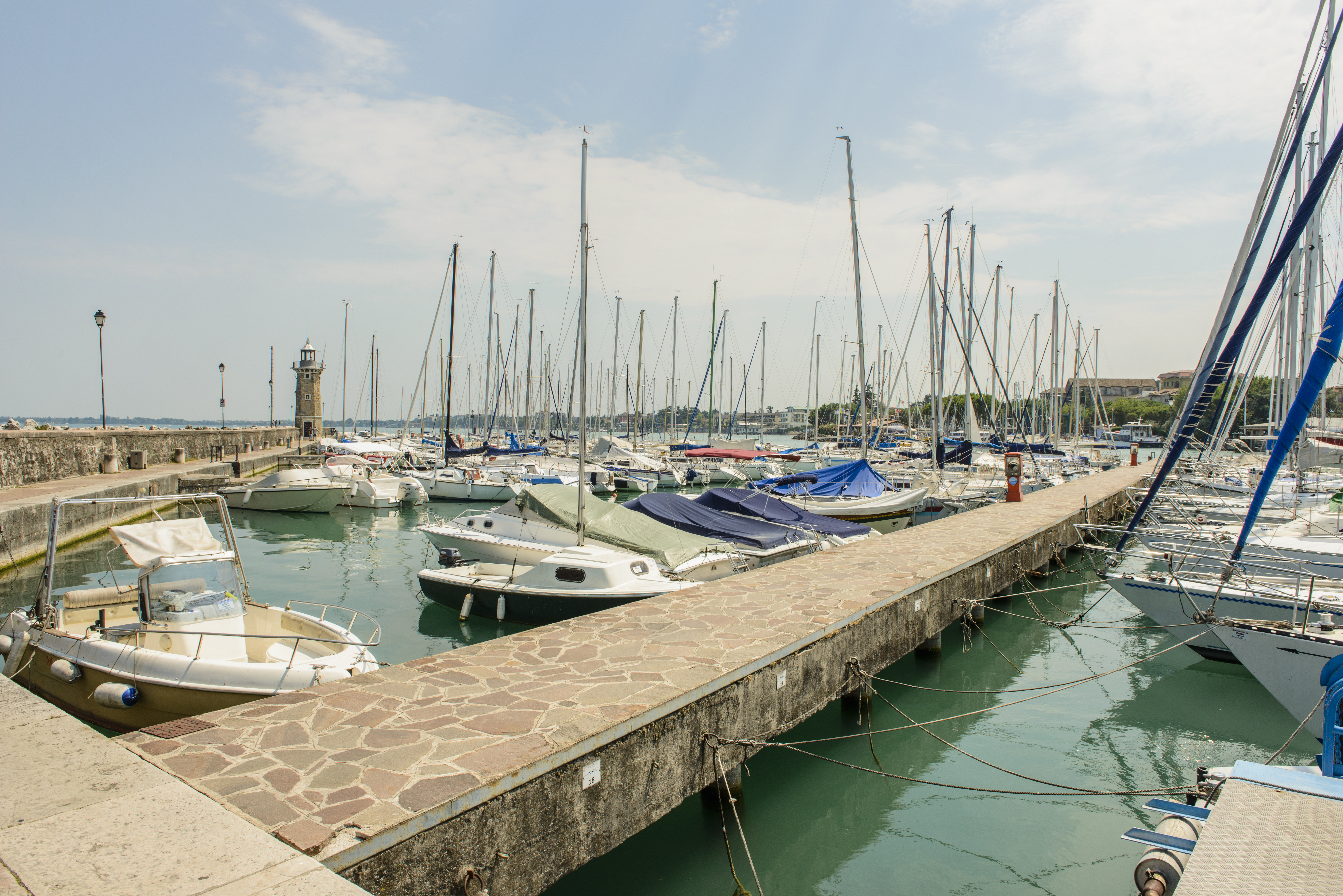
Il faro

In prossimità del lago le spiagge principali sono quattro, tutte sassose: la spiaggia del Desenzanino, la spiaggia Feltrinelli, la Spiaggia d'Oro e la spiaggia di Rivoltella.
Dal 2002 nell'area retrostante le piscine comunali è stato ricavato il Parco del Laghetto, che da allora è il principale parco cittadino. Oltre ad un percorso salute, che si sviluppa lungo i sentieri del parco, sono presenti due campi da basket e una pista di pattinaggio in cemento, oltre a uno skate park e un campetto da calcio in terra.
Caratteristico del parco è il laghetto artificiale, che si trova al centro e che gli dà il nome.
Il parco è stato intitolato nel 2021 ad Oriana Fallaci, assumendo la denominazione di Parco del Laghetto Oriana Fallaci.

### Siti archeologici
- Villa romana di Desenzano del Garda

## Società

### Evoluzione demografica
Abitanti censiti

### Etnie e minoranze straniere
Al 31 dicembre 2022 gli stranieri erano 3 654, pari al 12,18% degli abitanti.

## Cultura

### Istruzione

#### Biblioteche e musei

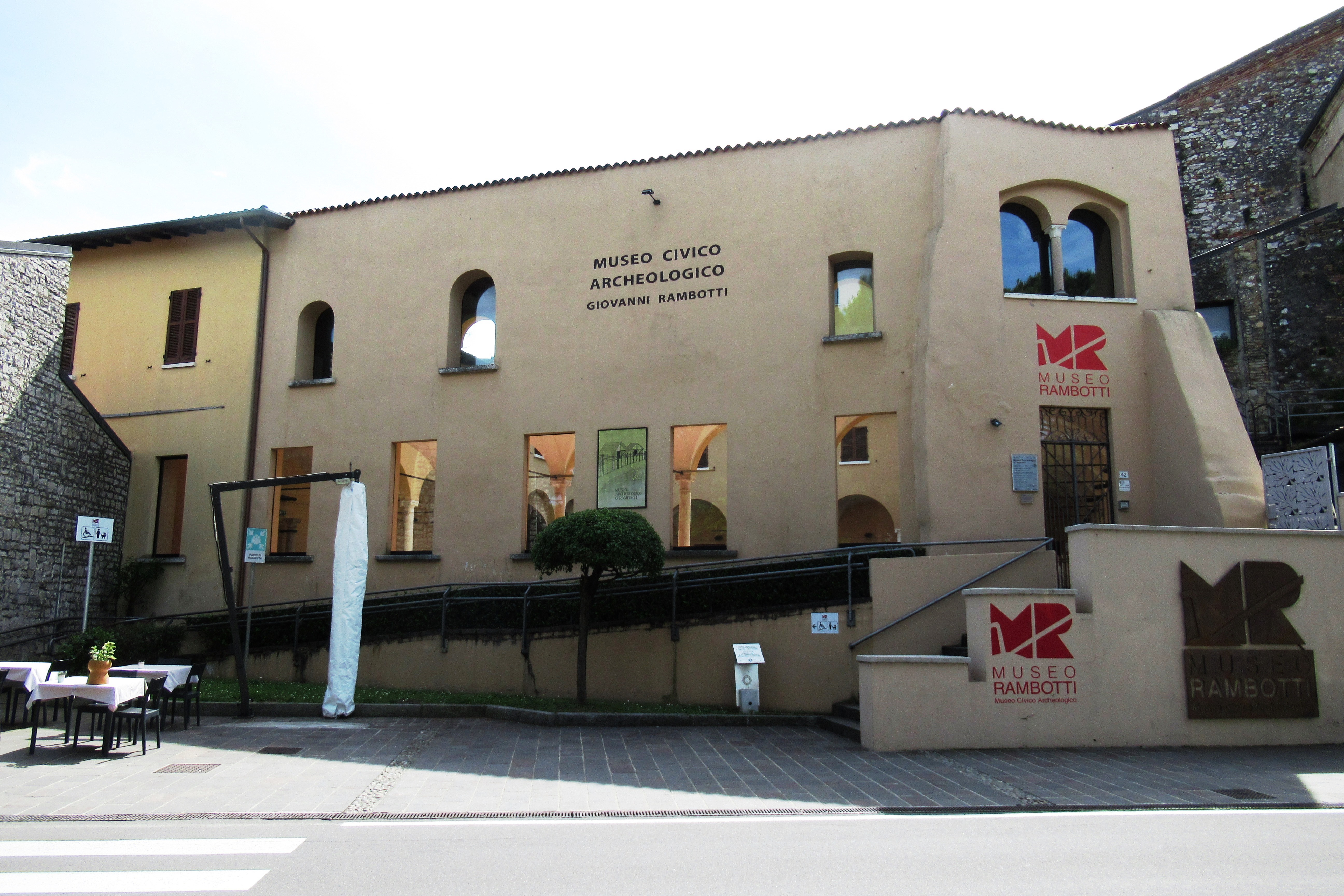
Il Museo civico archeologico Giovanni Rambotti

Nel 1997 a Desenzano, in via dal Molin 9, fu aperta la prima mediateca pubblica Italiana: sulla base di questo progetto in seguito si sviluppò la Mediateca di Flemington. Nel 2007 la mediateca desenzanese fu trasferita all'interno di Villa Brunati di Rivoltella, insieme alla biblioteca comunale.
Nel chiostro dell'ex convento di santa Maria del Carmine, è presente il Museo civico archeologico Giovanni Rambotti. Dedicato alle popolazioni primitive locali, esso ospita il più antico aratro rinvenuto al mondo.

#### Scuole
Desenzano, oltre a varie scuole elementari (come le scuole "Luigi Laini" ed "Achille Papa") e medie (come "Trebeschi" e "Catullo"), ospita diverse scuole superiori: lo storico liceo "Girolamo Bagatta", fondato nel 1792, l'istituto tecnico commerciale "Luigi Bazoli" e l'istituto professionale commerciale "Marco Polo" (che nel 2001 sono state unite e nel 2003 sono state trasferite nella nuova sede di via Giotto), l'istituto alberghiero "Caterina de Medici", oltre al centro di formazione professionale "Giuseppe Zanardelli". Per questo è raggiunta da numerosi studenti provenienti dai comuni limitrofi. È presente inoltre l'Istituto Antoniano dei Padri Rogazionisti, scuola paritaria "Annibale Maria di Francia", con il Liceo scientifico sportivo e il liceo scienze umane economico-sociale.

#### Arte

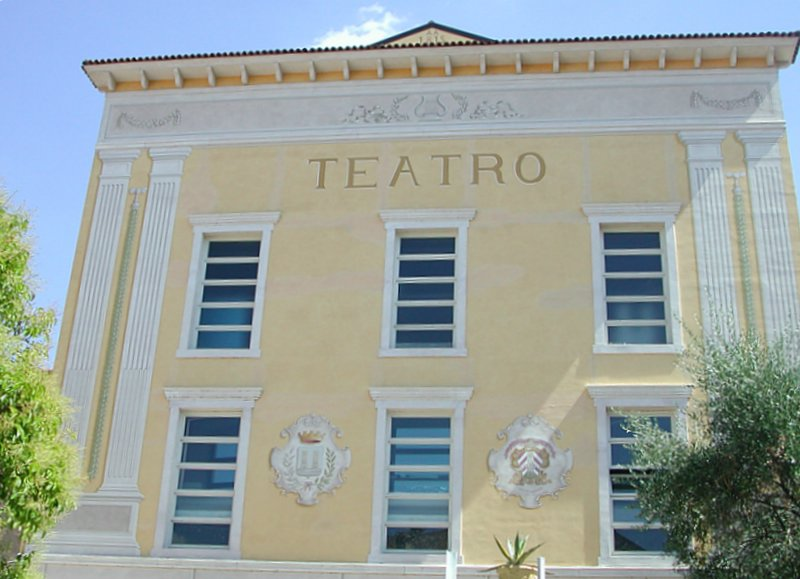
Facciata del Teatro Alberti

Nel castello durante l'estate si tengono delle rappresentazioni teatrali ed eventi culturali all'aperto.

### Media

#### Radio
- Radio Studio Più

## Geografia antropica

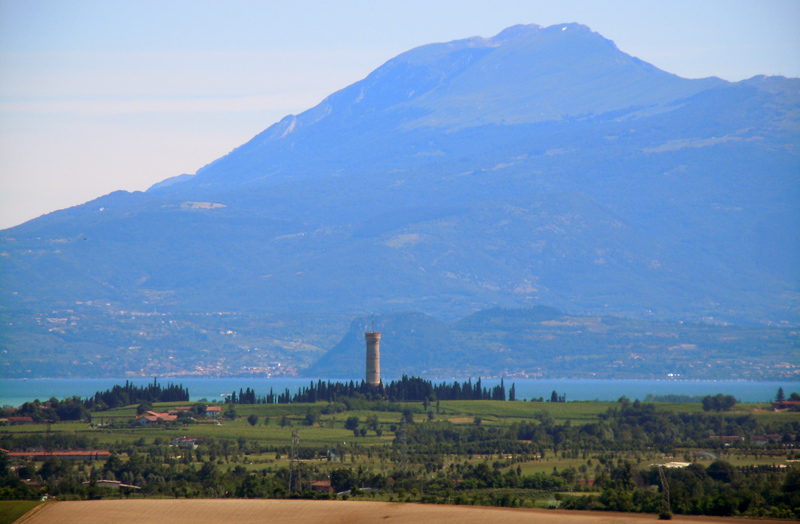
Vista di San Martino della Battaglia

Lo statuto comunale di Desenzano riconosce lo status di centri abitati a:
- Rivoltella del Garda;
- San Martino della Battaglia.

Inoltre riconosce i seguenti nuclei abitativi:
- Calvata-Conta;
- Colombare di Castiglione;
- Grole;
- Lavagnone;
- Menasasso;
- Montonale Alto;
- Montonale Basso;
- Porte Rosse;
- San Pietro;
- Vaccarolo;
- Venga-Bertani.[36]

## Infrastrutture e trasporti

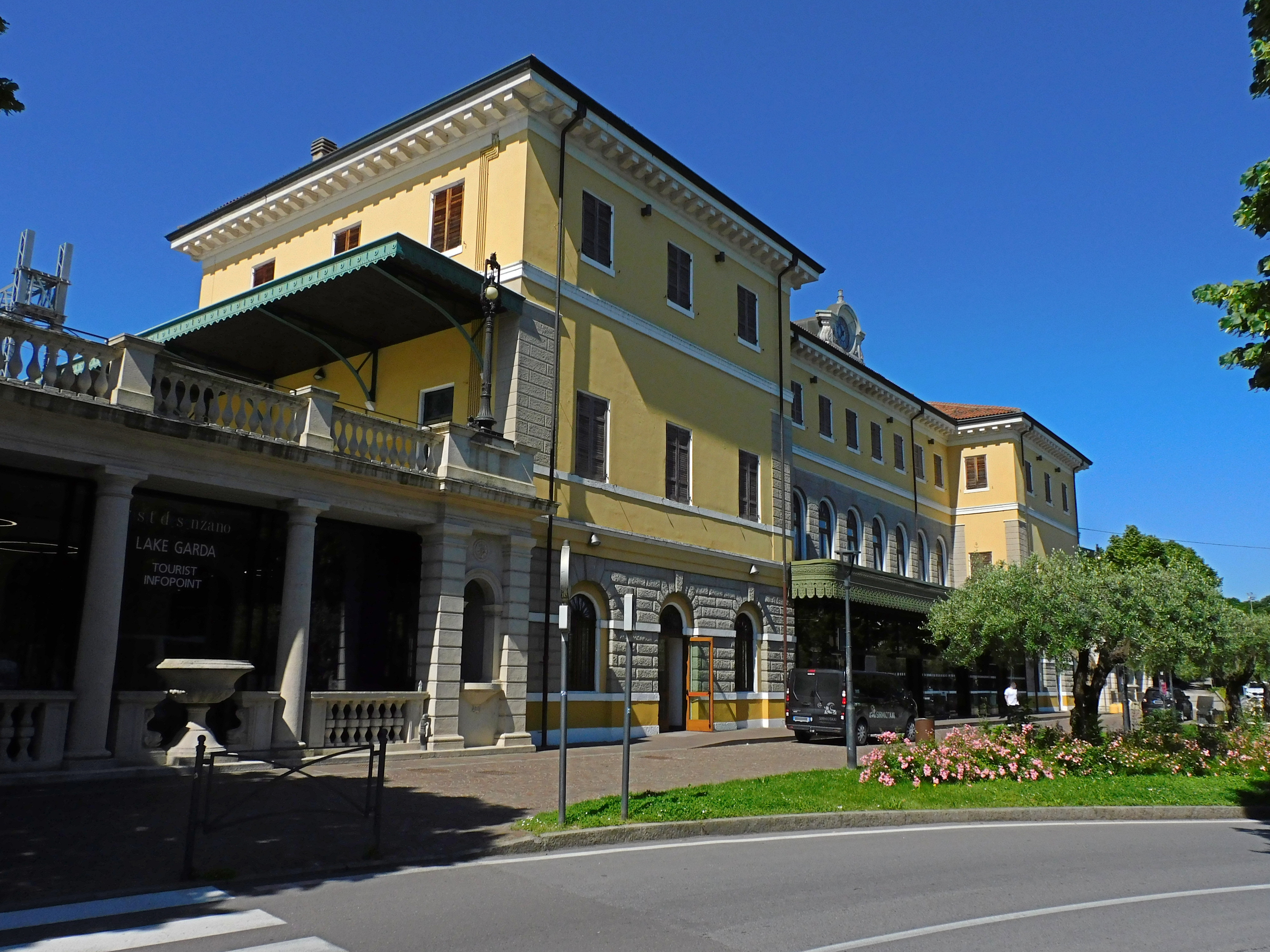
La facciata della stazione ferroviaria

### Strade
Nel territorio comunale di Desenzano si trovano le uscite Desenzano del Garda e Sirmione dell'autostrada A4, la prima a sud-ovest dell'abitato, la seconda a San Martino della Battaglia, confinante col territorio di Sirmione.
Il centro abitato è attraversato dall'ex strada statale 11 Padana Superiore, divenuta strada comunale dopo l'apertura della variante che aggira il centro abitato a sud. Da Desenzano inizia l'ex strada statale 567 del Benaco che collega la città alla vicina Castiglione delle Stiviere.

### Ferrovie e tranvie
Il territorio è attraversato dalla ferrovia Milano-Venezia sulla quale è ubicata la stazione ferroviaria di Desenzano del Garda-Sirmione servita da treni regionali e a lunga percorrenza.
Tra il 1909 e il 1969 fu attiva anche una breve linea ferroviaria, denominata colloquialmente Maratona, che univa la stazione al porto e che era utilizzata per il trasporto delle merci destinate ai paesi che si affacciavano sul lago. Nel 1980, presso la banchina del parcheggio Maratona e allo scopo di ricordarne la precedente funzione di scalo ferroviario, venne posizionata la locomotiva FS 625.076, restaurata dalla squadra rialzo di Verona.
Tra il 1911 e il 1935, presso il porto di Desenzano sorgeva inoltre la stazione terminale della linea tranviaria Desenzano-Castiglione, ramo della Brescia-Mantova-Ostiglia.

### Aeroporti
A breve distanza dal comune di Desenzano si trovano due aeroporti:
- l'aeroporto di Brescia-Montichiari, a 15 km;
- l'aeroporto di Verona-Villafranca, a circa 25 km.

### Mobilità urbana

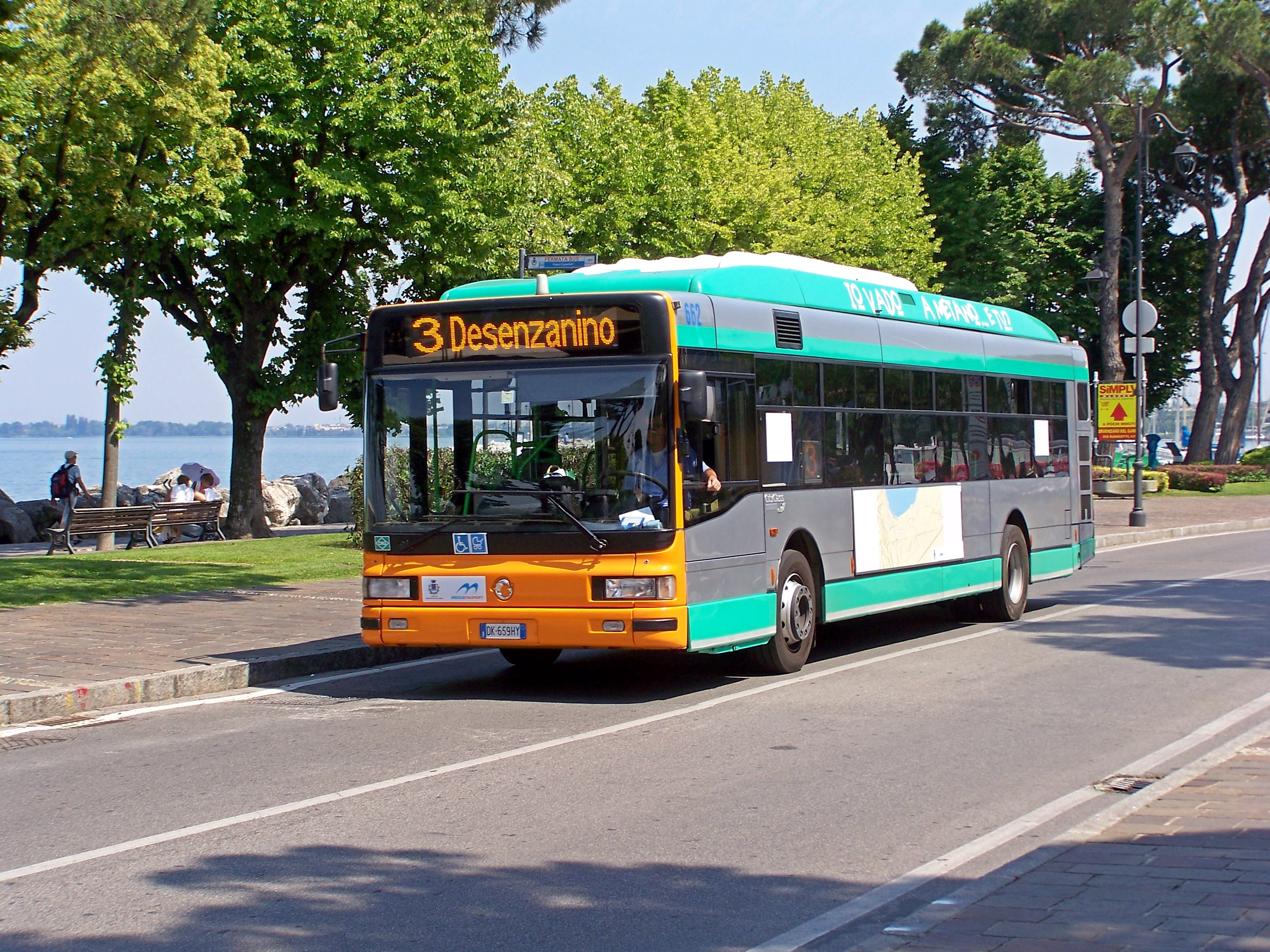
Un Irisbus Cityclass di Brescia Trasporti in piazza Cappelletti

La città di Desenzano è dotata di una rete di trasporti automobilistici urbani gestita da Brescia Trasporti. Al 2025, il servizio si sviluppa su quattro linee.
La città è inoltre servita da numerose fermate della direttrice interurbana Brescia-Verona, effettuata da Arriva Italia.
Tra il 1926 e il 1932, la stazione, il porto e Rivoltella erano collegate tra loro da una linea filoviaria.

## Amministrazione

### Sindaci
| Sindaco                     | Sindaco                        | Sindaco                        | Partito                        | Coalizione                     | Coalizione                     | Mandato        | Mandato        | Elezione | Note          |
| Sindaco                     | Sindaco                        | Sindaco                        | Partito                        | Coalizione                     | Coalizione                     | Inizio         | Fine           | Elezione | Note          |
| --------------------------- | ------------------------------ | ------------------------------ | ------------------------------ | ------------------------------ | ------------------------------ | -------------- | -------------- | -------- | ------------- |
| 1                           |                                | Pier Giuseppe Ramella          | PSI                            |                                | DC-PSI-PRI-PSDI                | 29 luglio 1985 | 6 luglio 1990  | 1985     |               |
| 2                           |                                | Bruno Croveglia                | DC                             |                                | DC-PSI-PSDI                    | 6 luglio 1990  | 14 marzo 1994  | 1990     |               |
| -                           | Camillo Andreana (Commissario) | Camillo Andreana (Commissario) | Camillo Andreana (Commissario) | Camillo Andreana (Commissario) | Camillo Andreana (Commissario) | 14 marzo 1994  | 28 giugno 1994 | -        |               |
| Elezione diretta (dal 1994) |                                |                                |                                |                                |                                |                |                |          |               |
| 3                           |                                | Massimo Rocca                  | Ind                            |                                | Progressisti                   | 28 giugno 1994 | 8 giugno 1998  | 1994     | [ 40 ] [ 41 ] |
| 4                           |                                | Felice Anelli                  | FI                             |                                | Polo per le Libertà            | 8 giugno 1998  | 11 giugno 2002 | 1998     | [ 42 ] [ 43 ] |
| 5                           |                                | Fiorenzo Pienazza              | DS                             |                                | L'Ulivo                        | 11 giugno 2002 | 12 giugno 2007 | 2002     | [ 44 ] [ 45 ] |
| (4)                         |                                | Felice Anelli                  | FI                             |                                | Casa delle Libertà             | 12 giugno 2007 | 23 maggio 2012 | 2007     | [ 46 ] [ 47 ] |
| 6                           |                                | Rosa Leso                      | PD                             |                                | PD–Civica                      | 23 maggio 2012 | 26 giugno 2017 | 2012     | [ 48 ] [ 49 ] |
| 7                           |                                | Guido Malinverno               | Ind                            |                                | FI–FdI–Lega–Civiche            | 26 giugno 2017 | 12 giugno 2022 | 2017     | [ 50 ] [ 51 ] |
| 7                           | 12 giugno 2022                 | Guido Malinverno               | Ind                            | in carica                      | FI–FdI–Lega–Civiche            | 2022           |                |          | [ 50 ] [ 51 ] |

### Gemellaggi
- Amberg[52]
- Antibes Juan-les-Pins[52]
- Isola di Sal[52]
- Wiener Neustadt[52]

## Sport
Il principale impianto sportivo è il "Tre Stelle", formato da un campo da calcio, circondato da una pista per l'atletica leggera e affiancato da un campo di calcio a 5. La struttura ha una tribuna in grado di ospitare un migliaio di spettatori.
È presente una piscina coperta, costituita da due vasche da 25 metri, e una vasca da 50 metri all'esterno, nelle quali il 13 marzo 1994, l'atleta russo Aleksandr Popov stabilì il record mondiale di velocità dei 50 m stile libero, con il tempo di 21,64 s, detenuto sino al 2008. Presso questo centro sportivo si è allenato, quotidianamente in gioventù, l'atleta Marcell Jacobs, oro olimpico nei 100 metri piani e nella staffetta 4×100 metri a Tokyo 2020.
Nel territorio desenzanese disputano le proprie partite interne tre squadre di calcio dilettantistiche: Calcio Desenzano, Desenzanese e San Martino. Quest'ultima ha sede nella frazione comunale di San Martino della Battaglia.
È presente anche una squadra di rugby a 15 dilettantisca: il Rugby Desenzano 2006 ASD. Essa milita in Serie C1: il quarto livello del campionato italiano di rugby a 15.
Eventi sportivi
Desenzano, come molti comuni del Garda è interessato dalla regata Centomiglia, organizzata dal Circolo Vela Gargnano.
A Desenzano si svolge una tappa del campionato delle bisse, gara remiera disputata con tradizionali imbarcazioni da voga alla veneta, organizzata dalla Lega Bisse del Garda. Si tiene tra giugno e agosto di ogni anno.

### Pubblicazioni
- Alessandro Rao, Reparto Sperimentale Alta Velocità, in Aeronautica, Nr.2, Roma, Associazione Arma Aeronautica (AAA), Febbraio 2009 (Anno LIV), ISSN 0391-7630 (WC · ACNP).

### Approfondimenti
- Ulisse Papa, La scomunica ed interdetto di Desenzano, Brescia, Tipografia F. Fiori, 1871.